# フードスケープ

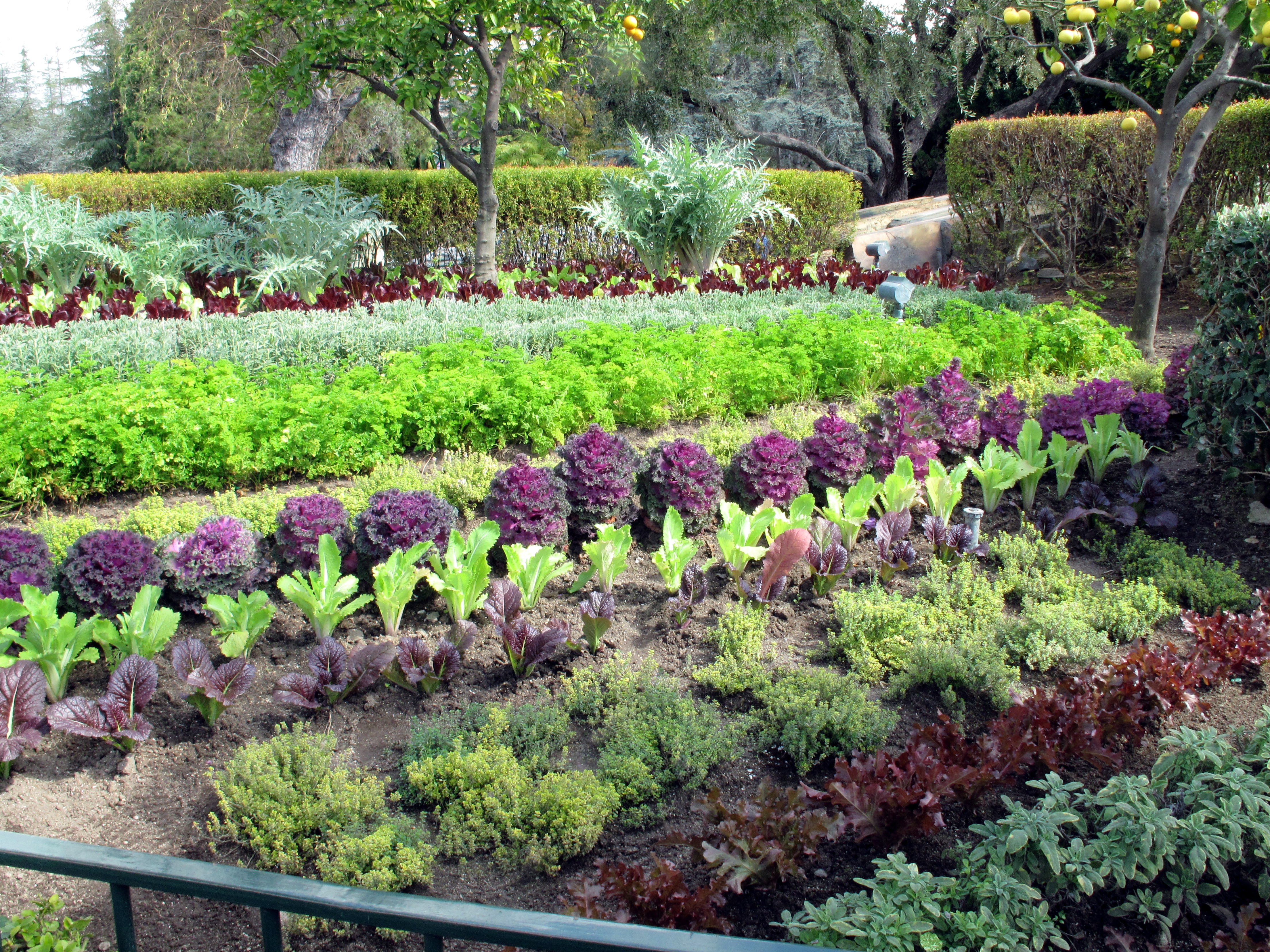
フロリダ州ウォルト・ディズニー・ワールドのエプコット、ピクシー・ホロー・ガーデンといった食用植物が織りなす景観で、緑と紫のケールやチャードの装飾品種が特徴的

フードスケープ（Foodscape）、フードスケーピング（Foodscaping）は、新しいスタイルの造園であり、名の通り「フード」と「スケープ」（「スケーピング」）を掛け合わせたもので
観賞用審美用の草花・花き園芸の代わりに食用植物である野菜や食用花（エディブル・フラワー）、果物、ナッツ類、ハーブ類など果樹・蔬菜園芸で、美しいだけではない、実用的でエコロジカルな庭造りや、食べられる植物によってつくられたランドスケープ。

## 概要
フードスケープとは、食用植物を観賞用景観として場所・空間に取り入れる実践のための現代用語である。また、Edible Landscapingとも呼ばれ、造園・園芸と農業間のハイブリッドとしても解説されてもいる。フードスケープはイデオロギーとして、食用植物が消費可能なだけでなく、それを美として評価できることが示されることを目的としている。一方でフードスケープは、新鮮な食品を手頃な価格で提供するための素晴らしい方法ともとらえられる。
高尾他(2015)は、日本でのフードスケープの代表的な取組として、佐賀県唐津市「蕨野の棚田」と長崎県平戸市「春日の棚田」での「美味しい食」をテーマとした文化的景観の持続や地域活性化/地域おこしの取組みや、福岡市かなたけの里公園で、「生きている里の環境」として実際の作業体験と収穫された米の試食を通した取組みを挙げている。
日本の食文化研究においてはいまだ馴染みがないが、英語圏では21世紀に入り、フードスケープを主題とする専門書も数冊刊行されてきており、論文に関してはすでに数えきれないほどの蓄積があるという。またフードスケープの概念は識者や論者により定義や用法が異なることもあり、人類学とその隣接領域の研究であると、特定の意味が付与され、生産者や消費者により認識される食の見え方をフードスケープとしており、食を選択し消費する時、往々にして原料の使用や産地、もしくは食で地域や民族の特色から判断することもあるなど、グローバル状況下における食の見え方に着目しているという。
フードスケープの概念を食育のプログラムに組み込む取り組みもあり、食卓から食卓を支える物的と人的の文化的なインフラストラクチャーを「食のインフラ」として、その想像力を烏かん的にも経験的にも涵養しうるとしている。